# Přímělkov (nová tvrz)
Nová přímělkovská tvrz stojí v obci Přímělkov v okrese Jihlava, nad autobusovou zastávkou Brtnice, Přímělkov, I a Přímělkovským rybníkem, při odbočce ke zřícenině hradu Rokštejn.

## Historie
Tvrz byla postavena pány z Valdštejna někdy okolo roku 1464. Vyloučena ovšem není ani možnost, že s výstavbou započali již po roce 1437 páni z Jemničky. Jediná přímá zmínka pochází z roku 1547. V roce 1566 se hospodářský dvůr v Přímělkově stal součástí brtnického panství a tvrz sloužila jako hospodářská budova, takže při vkladu do zemských desek v roce 1584 už není tvrz zmiňována. Celý hospodářský dvůr o rozloze 127 ha v majetku Collaltů byl za první pozemkové reformy rozparcelován drobným přídělcům.
Budova tvrze dosud stojí v jihozápadní části obce u cesty na Střížov, jižně od rybníka.

## Popis
Vystavěna byla při dvoře na západě obce. Jedná se o pozdně gotickou patrovou kamennou budovu o půdorysu obdélníka se štíty. Západní konec vystupující z obrysu tvrze má rozměry 8 x 6 m a pravděpodobně se jedná o zbytek věže. Ostění východního okna pochází nejspíš z 1. poloviny 16. století. Podoba opevnění není známá.